# WTS Wrocław
WTS Wrocław (występuje pod nazwą Betard Sparta Wrocław) – polski klub żużlowy z Wrocławia. 5-krotny drużynowy mistrz Polski.

## Historia klubu
Początki klubu datowane są na lata 50. XX wieku. W 1950 roku do rozgrywek Dolnośląskiej Ligi Okręgowej został zgłoszony Klub Sportowy Związkowiec, w skład którego wchodzili tacy zawodnicy jak Edward Kupczyński, Mieczysław Połukard czy Adolf Słaboń. Przed następnym sezonem polska liga żużlowa przeszła znaczną reorganizację. W lidze miały wystartować Zrzeszenia Sportowe Związków Zawodowych oraz dodatkowo przedstawiciele wojska i milicji. W ostatniej chwili do rozgrywek dołączone zostały zespoły Włókniarza Częstochowa i Spójni Wrocław. Pierwszy sezon wrocławianie zakończyli na ostatnim miejscu. Znacznie lepiej było w latach 1952-1958, kiedy to wrocławska drużyna czterokrotnie została wicemistrzem Polski i trzykrotnie zakończyła sezon z brązowym medalem.
W sezonie 1959 Sparta spadła z I ligi na jeden rok. W kolejnych latach wrocławianie zdobyli trzy brązowe medale mistrzostw Polski. W latach 1973 i 1978 ponownie występowali w II lidze, a po kolejnym spadku w sezonie 1980, w II lidze występowali przez kilka lat. Do I ligi awans dał im wygrany baraż z Unią Leszno w sezonie 1991. W pierwszym sezonie wrocławianie zajęli siódme miejsce, a rok później zdobyli pierwsze w historii klubu mistrzostwo Polski. Sukces ten udało się powtórzyć w kolejnych dwóch sezonach. Kolejne mistrzostwo klub z Wrocławia zdobył w 2006 roku. Od 2015 roku klub regularnie melduje się w fazach play-off zdobywając srebrne lub brązowe medale (z wyjątkiem sezonu 2016), a w 2021 roku, po piętnastu latach, złoty medal.

## Poszczególne sezony
| Sezon  | Rozgrywki ligowe | Rozgrywki ligowe          | Rozgrywki ligowe | Rozgrywki ligowe | Uwagi                                                                           |
| Sezon  | Liga             | Liga                      | Miejsce          | Miejsce          | Uwagi                                                                           |
| ------ | ---------------- | ------------------------- | ---------------- | ---------------- | ------------------------------------------------------------------------------- |
| 1951   | I                | Liga                      | 10/10            | 10/10            |                                                                                 |
| 1952   | I                | Liga                      | 3/10             | 3/10             |                                                                                 |
| 1953   | I                | Liga                      | 3/10             | 3/10             |                                                                                 |
| 1954   | I                | Liga                      | 2/10             | 2/10             |                                                                                 |
| 1955   | I                | I liga                    | 3/6              | 3/6              |                                                                                 |
| 1956 1 | I                | I liga                    | 2/8              | 2/8              |                                                                                 |
| 1956 1 | II               | II liga (gr. „południe”)  | 7/8              | 7/8              | Spadek w wyniku reorganizacji rozgrywek – podjęto decyzję o utworzeniu III ligi |
| 1957 1 | I                | I liga                    | 2/8              | 2/8              |                                                                                 |
| 1957 1 | III              | III liga (gr. „południe”) | 5/5              | 5/5              |                                                                                 |
| 1958 1 | I                | I liga                    | 2/8              | 2/8              |                                                                                 |
| 1958 1 | III              | III liga                  | 9/10             | 9/10             |                                                                                 |
| 1959   | I                | I liga                    | 7/8              | 7/8              |                                                                                 |
| 1960   | II               | II liga                   | 1/11             | 1/11             | Wygrane baraże o 1. miejsce w II lidze i awans                                  |
| 1961   | I                | I liga                    | 6/8              | 6/8              |                                                                                 |
| 1962   | I                | I liga                    | 6/8              | 6/8              |                                                                                 |
| 1963   | I                | I liga                    | 3/8              | 5/8              |                                                                                 |
| 1964   | I                | I liga                    | 6/8              | 5/8              |                                                                                 |
| 1965   | I                | I liga                    | 5/8              | 5/8              |                                                                                 |
| 1966   | I                | I liga                    | 5/8              | 5/8              |                                                                                 |
| 1967   | I                | I liga                    | 3/8              | 2/8              |                                                                                 |
| 1968   | I                | I liga                    | 3/8              | 2/8              |                                                                                 |
| 1969   | I                | I liga                    | 5/8              | 5/8              |                                                                                 |
| 1970   | I                | I liga                    | 6/8              | 6/8              |                                                                                 |
| 1971   | I                | I liga                    | 6/8              | 6/8              |                                                                                 |
| 1972   | I                | I liga                    | 8/8              | 8/8              |                                                                                 |
| 1973   | II               | II liga                   | 1/8              | 1/8              |                                                                                 |
| 1974   | I                | I liga                    | 4/8              | 4/8              |                                                                                 |
| 1975   | I                | I liga                    | 5/8              | 5/8              |                                                                                 |
| 1976   | I                | I liga                    | 6/10             | 6/10             |                                                                                 |
| 1977   | I                | I liga                    | 10/10            | 10/10            |                                                                                 |
| 1978   | II               | II liga                   | 1/7              | 1/7              |                                                                                 |
| 1979   | I                | I liga                    | 9/10             | 9/10             |                                                                                 |
| 1980   | I                | I liga                    | 10/10            | 10/10            |                                                                                 |
| 1981   | II               | II liga                   | 7/7              | 7/7              |                                                                                 |
| 1982   | II               | II liga                   | 7/7              | 7/7              |                                                                                 |
| 1983   | II               | II liga                   | 8/8              | 8/8              |                                                                                 |
| 1984   | II               | II liga                   | 7/7              | 7/7              |                                                                                 |
| 1985   | II               | II liga                   | 7/7              | 7/7              |                                                                                 |
| 1986   | II               | II liga                   | 7/7              | 7/7              |                                                                                 |
| 1987   | II               | II liga                   | 3/7              | 3/7              |                                                                                 |
| 1988   | II               | II liga                   | 2/8              | 2/8              | Przegrane baraże o awans                                                        |
| 1989   | II               | II liga                   | 5/8              | 5/8              |                                                                                 |
| 1990   | II               | II liga                   | 2/10             | 2/10             | Przegrane baraże o awans                                                        |
| 1991   | II               | II liga                   | 4/12             | 4/12             | Wygrane baraże o awans                                                          |
| 1992 1 | I                | I liga                    | 7/10             | 7/10             |                                                                                 |
| 1992 1 | II               | II liga                   | 10/11            | 10/11            |                                                                                 |
| 1993   | I                | I liga                    | 1/10             | 1/10             |                                                                                 |
| 1994   | I                | I liga                    | 1/10             | 1/10             |                                                                                 |
| 1995   | I                | I liga                    | 1/10             | 1/10             |                                                                                 |
| 1996   | I                | I liga                    | 5/10             | 5/10             |                                                                                 |
| 1997   | I                | I liga                    | 10/10            | 10/10            |                                                                                 |
| 1998   | II               | II liga                   | 1/12             | 1/12             |                                                                                 |
| 1999   | I                | I liga                    | 2/10             | 2/10             |                                                                                 |
| 2000   | I                | Ekstraliga                | 5/8              | 5/8              |                                                                                 |
| 2001   | I                | Ekstraliga                | 2/8              | 2/8              |                                                                                 |
| 2002   | I                | Ekstraliga                | 3/8              | 3/8              |                                                                                 |
| 2003   | I                | Ekstraliga                | 4/8              | 4/8              |                                                                                 |
| 2004   | I                | Ekstraliga                | 2/8              | 2/8              |                                                                                 |
| 2005   | I                | Ekstraliga                | 6/8              | 6/8              |                                                                                 |
| 2006   | I                | Ekstraliga                | 1/8              | 1/8              |                                                                                 |
| 2007   | I                | Ekstraliga                | 3/8              | 3/8              |                                                                                 |
| 2008   | I                | Ekstraliga                | 5/8              | 5/8              |                                                                                 |
| 2009   | I                | Ekstraliga                | 7/8              | 7/8              | Wygrane baraże o utrzymanie                                                     |
| 2010   | I                | Ekstraliga                | 4/8              | 4/8              |                                                                                 |
| 2011   | I                | Ekstraliga                | 6/8              | 6/8              |                                                                                 |
| 2012   | I                | Ekstraliga                | 9/10             | 9/10             | Wygrane baraże o utrzymanie                                                     |
| 2013   | I                | Ekstraliga                | 7/10             | 7/10             |                                                                                 |
| 2014   | I                | Ekstraliga                | 6/8              | 6/8              |                                                                                 |
| 2015   | I                | Ekstraliga                | 2/8              | 2/8              |                                                                                 |
| 2016   | I                | Ekstraliga                | 4/8              | 4/8              |                                                                                 |
| 2017   | I                | Ekstraliga                | 2/8              | 2/8              |                                                                                 |
| 2018   | I                | Ekstraliga                | 3/8              | 3/8              |                                                                                 |
| 2019   | I                | Ekstraliga                | 2/8              | 2/8              |                                                                                 |
| 2020   | I                | Ekstraliga                | 3/8              | 3/8              |                                                                                 |
| 2021   | I                | Ekstraliga                | 1/8              | 1/8              |                                                                                 |
| 2022   | I                | Ekstraliga                | 5/8              | 5/8              |                                                                                 |
| 2023   | I                | Ekstraliga                | 2/8              | 2/8              |                                                                                 |
| 2024   | I                | Ekstraliga                | 2/8              | 2/8              |                                                                                 |

| Poziom ligowy | Liczba sezonów | Sezony                                                           |
| ------------- | -------------- | ---------------------------------------------------------------- |
| I             | 59             | 1951–1959, 1961–1972, 1974–1977, 1979–1980, 1992–1997, 1999–2024 |
| II            | 15             | 1960, 1973, 1978, 1981–1991, 1998                                |

1 W latach 1956–1958 oraz 1992 w rozgrywkach ligowych występowała również druga drużna.

## Osiągnięcia

### Krajowe
Poniższe zestawienia obejmują osiągnięcia klubu oraz indywidualne osiągnięcia zawodników w rozgrywkach pod egidą PZM, GKSŻ oraz Ekstraligi.

#### Mistrzostwa Polski
Drużynowe mistrzostwa Polski
- 1. miejsce (5): 1993, 1994, 1995, 2006, 2021
- 2. miejsce (12): 1954, 1956, 1957, 1958, 1999, 2001, 2004, 2015, 2017, 2019, 2023, 2024
- 3. miejsce (10): 1952, 1953, 1955, 1963, 1967, 1968, 2002, 2007, 2018, 2020

Drużynowe mistrzostwa Polski juniorów
- 1. miejsce (2): 2015, 2024
- 2. miejsce (1): 2017
- 3. miejsce (3): 1992, 1993, 2013

Mistrzostwa Polski par klubowych
- 1. miejsce (4): 2001, 2011, 2016[b], 2018
- 2. miejsce (4): 1975, 1976, 1995, 2007
- 3. miejsce (5): 1978, 1999, 2013, 2020, 2024

Młodzieżowe mistrzostwa Polski par klubowych
- 2. miejsce (1): 2001
- 3. miejsce (3): 1998, 2006, 2018

Indywidualne mistrzostwa Polski
- 1. miejsce (8):
  - 1952 – Edward Kupczyński
  - 1954 – Mieczysław Połukard
  - 1960 – Konstanty Pociejkowicz
  - 2012 – Tomasz Jędrzejak
  - 2015 – Maciej Janowski
  - 2017 – Szymon Woźniak
  - 2020 – Maciej Janowski
  - 2024 – Maciej Janowski
- 2. miejsce (7):
  - 1956 – Edward Kupczyński
  - 1958 – Edward Kupczyński
  - 2001 – Robert Sawina
  - 2004 – Jarosław Hampel
  - 2018 – Maciej Janowski
  - 2021 – Maciej Janowski
  - 2023 – Maciej Janowski
- 3. miejsce (13):
  - 1954 – Edward Kupczyński
  - 1957 – Edward Kupczyński
  - 1969 – Jerzy Trzeszkowski
  - 1974 – Piotr Bruzda
  - 1978 – Robert Słaboń
  - 1979 – Robert Słaboń
  - 1999 – Jacek Krzyżaniak
  - 2000 – Jacek Krzyżaniak
  - 2001 – Sebastian Ułamek
  - 2002 – Jacek Krzyżaniak[c]
  - 2003 – Tomasz Jędrzejak
  - 2016 – Maciej Janowski
  - 2019 – Maciej Janowski

Młodzieżowe indywidualne mistrzostwa Polski
- 1. miejsce (5):
  - 2002 – Artur Bogińczuk
  - 2008 – Maciej Janowski
  - 2010 – Maciej Janowski
  - 2023 – Bartłomiej Kowalski
  - 2024 – Jakub Krawczyk
- 2. miejsce (2):
  - 1995 – Piotr Protasiewicz
  - 2001 – Krzysztof Słaboń
- 3. miejsce (1):
  - 2018 – Maksym Drabik

#### Pozostałe
Puchar PZM
- 3. miejsce (2): 1968, 1969

Drużynowy Puchar Polski
- 1. miejsce (1): 1995
- 2. miejsce (1): 1993
- 3. miejsce (4): 1996, 1997, 1998, 1999

Złoty Kask
- 1. miejsce (5):
  - 1979 – Robert Słaboń
  - 1980 – Robert Słaboń
  - 1993 – Dariusz Śledź
  - 1999 – Jacek Krzyżaniak
  - 2023 – Maciej Janowski
- 2. miejsce (5):
  - 1994 – Dariusz Śledź
  - 2001 – Robert Sawina
  - 2003 – Tomasz Jędrzejak
  - 2004 – Tomasz Gapiński
  - 2019 – Jakub Jamróg
- 3. miejsce (4):
  - 2001 – Sebastian Ułamek
  - 2003 – Jarosław Hampel
  - 2005 – Krzysztof Słaboń
  - 2023 – Piotr Pawlicki

Srebrny Kask
- 1. miejsce (7):
  - 1968 – Piotr Bruzda
  - 1994 – Piotr Baron
  - 2008 – Maciej Janowski
  - 2010 – Maciej Janowski
  - 2011 – Maciej Janowski
  - 2017 – Maksym Drabik
  - 2023 – Bartłomiej Kowalski
- 2. miejsce (7):
  - 1996 – Piotr Protasiewicz
  - 1999 – Mariusz Węgrzyk
  - 2000 – Mariusz Węgrzyk
  - 2006 – Ronnie Jamroży
  - 2009 – Maciej Janowski
  - 2015 – Maksym Drabik
  - 2018 – Maksym Drabik
- 3. miejsce (3):
  - 1972 – Zygmunt Słowiński
  - 2016 – Adrian Gała
  - 2024 – Jakub Krawczyk

Brązowy Kask
- 1. miejsce (3):
  - 1993 – Piotr Baron
  - 2009 – Maciej Janowski
  - 2015 – Maksym Drabik
- 2. miejsce (6):
  - 1991 – Waldemar Szuba
  - 1992 – Piotr Baron
  - 2008 – Maciej Janowski
  - 2010 – Maciej Janowski
  - 2018 – Patryk Wojdyło
  - 2021 – Michał Curzytek
- 3. miejsce (2):
  - 1979 – Henryk Jasek
  - 2015 – Damian Dróżdż

Liga Juniorów
- 1. miejsce (1): 2015
- 2. miejsce (1): 2016
- 3. miejsce (1): 2008

Indywidualne mistrzostwa Ligi Juniorów
- 1. miejsce (4):
  - 2008 – Maciej Janowski
  - 2009 – Maciej Janowski
  - 2014 – Patryk Malitowski
  - 2015 – Maksym Drabik

Ekstraliga U24
- 1. miejsce (1): 2024
- 3. miejsce (1): 2022

Indywidualne międzynarodowe mistrzostwa Ekstraligi
- 2. miejsce (2):
  - 2022 –  Tai Woffinden
  - 2025 –  Artiom Łaguta

### Międzynarodowe
Poniższe zestawienia obejmują osiągnięcia klubu oraz indywidualne osiągnięcia zawodników krajowych (w zawodach drużynowych, par i indywidualnych) i zagranicznych (w zawodach indywidualnych) w rozgrywkach pod egidą FIM oraz FIM Europe.

#### Mistrzostwa świata
Drużynowe mistrzostwa świata
- 1. miejsce (4):
  - 1996 –  Piotr Protasiewicz
  - 2005 –  Jarosław Hampel
  - 2017 –  Maciej Janowski
  - 2023 –  Maciej Janowski
- 2. miejsce (5):
  - 1967 –  Jerzy Trzeszkowski
  - 1994 –  Dariusz Śledź
  - 2001 –  Jacek Krzyżaniak i Sebastian Ułamek
  - 2019 –  Maksym Drabik i Maciej Janowski
  - 2021 –  Maciej Janowski
- 3. miejsce (2):
  - 2015 –  Maciej Janowski
  - 2018 –  Maksym Drabik i Maciej Janowski

Drużynowe mistrzostwa świata juniorów
- 1. miejsce (8):
  - 2008 –  Maciej Janowski
  - 2009 –  Maciej Janowski
  - 2015 –  Maksym Drabik
  - 2017 –  Maksym Drabik
  - 2018 –  Maksym Drabik
  - 2019 –  Maksym Drabik
  - 2023 –  Bartłomiej Kowalski
  - 2024 –  Jakub Krawczyk
- 3. miejsce (1):
  - 2010 –  Maciej Janowski

Mistrzostwa świata par
- 2. miejsce (1):
  - 1975 –  Piotr Bruzda

Indywidualne mistrzostwa świata
- 1. miejsce (6):
  - 2006 –  Jason Crump
  - 2009 –  Jason Crump
  - 2013 –  Tai Woffinden
  - 2015 –  Tai Woffinden
  - 2018 –  Tai Woffinden
  - 2021 –  Artiom Łaguta
- 2. miejsce (3):
  - 2008 –  Jason Crump
  - 2016 –  Tai Woffinden
  - 2020 –  Tai Woffinden
- 3. miejsce (5):
  - 2004 –  Greg Hancock
  - 2007 –  Jason Crump
  - 2010 –  Jason Crump
  - 2017 –  Tai Woffinden
  - 2022 –  Maciej Janowski

Indywidualne mistrzostwa świata juniorów
- 1. miejsce (7):
  - 1995 –  Jason Crump
  - 1996 –  Piotr Protasiewicz
  - 2003 –  Jarosław Hampel
  - 2004 –  Robert Miśkowiak
  - 2011 –  Maciej Janowski
  - 2017 –  Maksym Drabik
  - 2019 –  Maksym Drabik
- 2. miejsce (3):
  - 2007 –  Chris Holder
  - 2010 –  Maciej Janowski
  - 2018 –  Maksym Drabik
- 3. miejsce (1):
  - 2023 –  Bartłomiej Kowalski

#### Mistrzostwa Europy
Drużynowe mistrzostwa Europy
- 1. miejsce (2):
  - 2022 –  Maciej Janowski
  - 2023 –  Bartłomiej Kowalski

Drużynowe mistrzostwa Europy juniorów
- 1. miejsce (7):
  - 2009 –  Maciej Janowski
  - 2010 –  Maciej Janowski
  - 2021 –  Gleb Czugunow
  - 2022 –  Bartłomiej Kowalski
  - 2023 –  Bartłomiej Kowalski
  - 2024 –  Bartłomiej Kowalski i Jakub Krawczyk
  - 2025 –  Bartłomiej Kowalski i Jakub Krawczyk

Mistrzostwa Europy par
- 2. miejsce (1):
  - 2024 –  Bartłomiej Kowalski
- 3. miejsce (2):
  - 2004 –  Tomasz Gapiński
  - 2009 –  Daniel Jeleniewski

Mistrzostwa Europy par juniorów
- 2. miejsce (1):
  - 2021 –  Michał Curzytek

Indywidualne mistrzostwa Europy
- 1. miejsce (1):
  - 2017 –  Andžejs Ļebedevs
- 2. miejsce (2):
  - 2003 –  Sławomir Drabik
  - 2016 –  Václav Milík
- 3. miejsce (1):
  - 2017 –  Václav Milík

Indywidualne mistrzostwa Europy juniorów
- 1. miejsce (2):
  - 2007 –  Nicolai Klindt
  - 2010 –  Dennis Andersson
- 2. miejsce (3):
  - 2008 –  Maciej Janowski
  - 2009 –  Maciej Janowski
  - 2015 –  Nikolaj Busk Jakobsen
- 3. miejsce (1):
  - 2007 –  Filip Šitera

#### Pozostałe
Klubowy Puchar Europy
- 2. miejsce (1): 2007

World Games
- 1. miejsce (1):
  - 2017 –  Maciej Janowski

Indywidualny Puchar Mistrzów
- 2. miejsce (1):
  - 1993 –  Leigh Adams

## Zawodnicy

### Kadra drużyny
Stan na 2 lipca 2025
| Kat.                                                   | Nar.            | Fed.            | Żużlowiec              | DMP (SE) | U24E | DMPJ | Uwagi                                        |
| ------------------------------------------------------ | --------------- | --------------- | ---------------------- | -------- | ---- | ---- | -------------------------------------------- |
| S                                                      | Wielka Brytania | Wielka Brytania | Daniel Bewley          | T        |      |      |                                              |
| S                                                      | Australia       | Australia       | Zach Cook              | T        |      |      |                                              |
| S                                                      | Polska          | Polska          | Maciej Janowski        | T        |      |      |                                              |
| S                                                      | Australia       | Australia       | Brady Kurtz            | T        |      |      |                                              |
| S                                                      | Rosja           | Polska          | Artiom Łaguta          | T        |      |      |                                              |
| U24                                                    | Łotwa           | Łotwa           | Francis Gusts          |          | T    |      | Wypożyczony do PSŻ-u Poznań                  |
| U24                                                    | Polska          | Polska          | Bartłomiej Kowalski    | T        |      |      |                                              |
| U21                                                    | Dania           | Dania           | William Echardt Drejer |          | T    |      | Wypożyczony do Wilków Krosno                 |
| U21                                                    | Wielka Brytania | Australia       | Luke Killeen           |          | T    |      |                                              |
| U21                                                    | Polska          | Polska          | Jakub Krawczyk         | T        | T    | T    |                                              |
| U19                                                    | Niemcy          | Niemcy          | Patrick Hyjek          |          | T    |      |                                              |
| U19                                                    | Polska          | Polska          | Filip Kumaszka         | T        | T    | T    |                                              |
| U19                                                    | Polska          | Polska          | Nikodem Mikołajczyk    | T        | T    | T    |                                              |
| U17                                                    | Dania           | Dania           | Mikkel Andersen        |          | T    |      | Wypożyczony do Orła Łódź                     |
| U17                                                    | Polska          | Polska          | Krystian Gręda         | T        | T    | T    |                                              |
| U17                                                    | Polska          | Polska          | Marcel Kowolik         | T        | T    | T    |                                              |
| U16                                                    | Polska          | Polska          | Rafał Grzędziński      |          |      | T    | Do 21 stycznia 2026 tylko zawody młodzieżowe |
| „” oznacza, że zawodnik został zgłoszony do rozgrywek. |                 |                 |                        |          |      |      |                                              |